# Gustaf Edvard Kindlundh
Gustaf Edvard Kindlundh, född 23 december 1851 i Motala församling, Östergötlands län, död 18 augusti 1903 i Norrköpings Sankt Olai församling, Östergötlands län, var en svensk sångare.

## Biografi
Gustaf Edvard Kindlundh föddes 1851 i Motala socken. Han började göra konserter som sångare omkring 1873 och blev 1883 medlem i Luttemanska kvartetten. Kindlundh avled 1903 i Norrköping. Han begravdes 20 augusti 1903 och under begravningen deltog bland annat Luttemanska kvintetten, musikdirektör Edvard Düring med fru. Begravningen förrättades av sjukhuspredikant Axel Sandén.